# Abbaye Saint-Blaise
L'abbaye Saint-Blaise (Abtei St. Blasien) est une ancienne abbaye bénédictine, dans la ville de St. Blasien, dans la région de la Forêt-Noire (Bade-Wurtemberg) dans l'arrondissement de Waldshut en Allemagne. Depuis 1934 les bâtiments de l'abbaye sont occupés par un collège jésuite, le Collège Saint-Blaise.

## Histoire

### IXeetXIIesiècles
Il existait sur place dès le IXe siècle un prieuré dépendant de l'abbaye de Rheinau, connu comme la Cella alba, mais la tradition retient Reginbert de Seldenbüren (mort vers 962) comme le fondateur de l'abbaye dédiée à saint Blaise. Le premier abbé dont on a une trace écrite est l'abbé Werner (1045-1069). L'abbaye reçoit le droit d'immunité sous le règne d'Henri IV, le 8 juin 1065, malgré le fait qu'elle était protégée par la famille de Rodolphe de Rheinfelden.
Il semble qu'entre 1070 et 1073 l'abbaye ait tissé des liens avec l'abbaye de Fruttuaria, près de Turin, abbaye clunisienne, fondée par saint Guillaume de Dijon, quelques décennies plus tôt. De cette époque date l'existence des frères convers.
Bernold de Constance (1050-1110), ferme partisan des réformes grégoriennes, évoque Saint-Blaise dans ses chroniques qui, avec l'abbaye de Hirsau, introduisit la règle clunisienne en Souabe. Elle réforma ou fonda comme prieurés les abbayes de Muri (1082), d'Ochsenhausen (1093), de Göttweig (1094), de Saint-Georges de Stein am Rhein (réformée vers 1120), de Prüm (1132) ou l'abbaye de Marmoutier (Alsace) (avant 1166). 
Saint-Blaise fonda l’abbaye d'Alpirsbach (1099), l'abbaye d'Ettenheim (1124) (détruite au XIXe siècle), et influença l'abbaye de Sulzburg (réforme de 1125). Avec ses prieurés de Weitenau (1100), de Bürgeln (de) et de Sitzenkirch (de) (vers 1130), l'abbaye eut une grande influence dans la région et étendit ses domaines. L'attention des moines se porta sur la gestion et l'extension du patrimoine terrien, si bien qu'au XVe siècle, l'abbaye possédait presque toute la Forêt-Noire.

### XIIIeetXVIIesiècles
La protection (Vogtei) traditionnelle des évêques de Bâle à l'égard de l'abbaye fut rapidement mise en cause par l'empereur Henri V, lorsqu'il lui accorda la protection impériale et le libre-choix de son Vogt (que l'on peut traduire comme avoué, ou seigneur, protecteur), le 8 janvier 1125. Cette charge échut à la famille Zähringen, puis Saint-Blaise dépendit directement de Frédéric II de Hohenstauffen, sans être toutefois abbaye d'Empire.

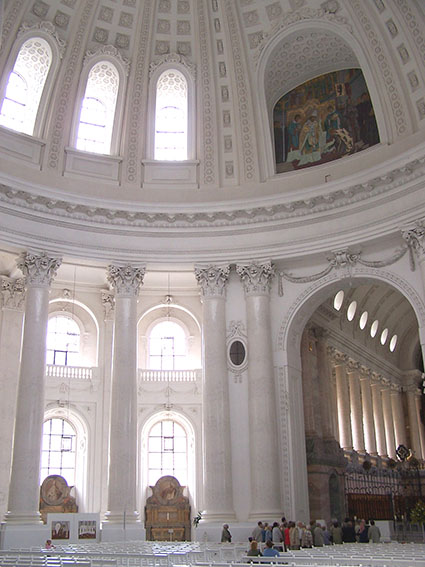
Intérieur de l'église Saint-Blaise

L'abbaye passa sous la protection (Vogtei) des Habsbourgs au milieu du XIIIe siècle, ce qui la mit sous influence autrichienne. Le Cercle de Souabe tenta en vain d'intégrer Saint-Blaise dans les possessions d'Empire en 1549. Les quatre seigneuries d'Empire que Saint-Blaise avait acquises à la fin du XIIIe siècle, Blumegg, Bettmaringen, Gutenburg et Berauer Berg, formèrent en fait le noyau de la seigneurie immédiate de Bonndorf, constituée en 1609, à partir de laquelle les princes-abbés obtinrent leur dignité nobiliaire au sein du Saint-Empire. 
Saint-Blaise traversa l'époque de la Réforme protestante sans subir de dommages.

### Période moderne

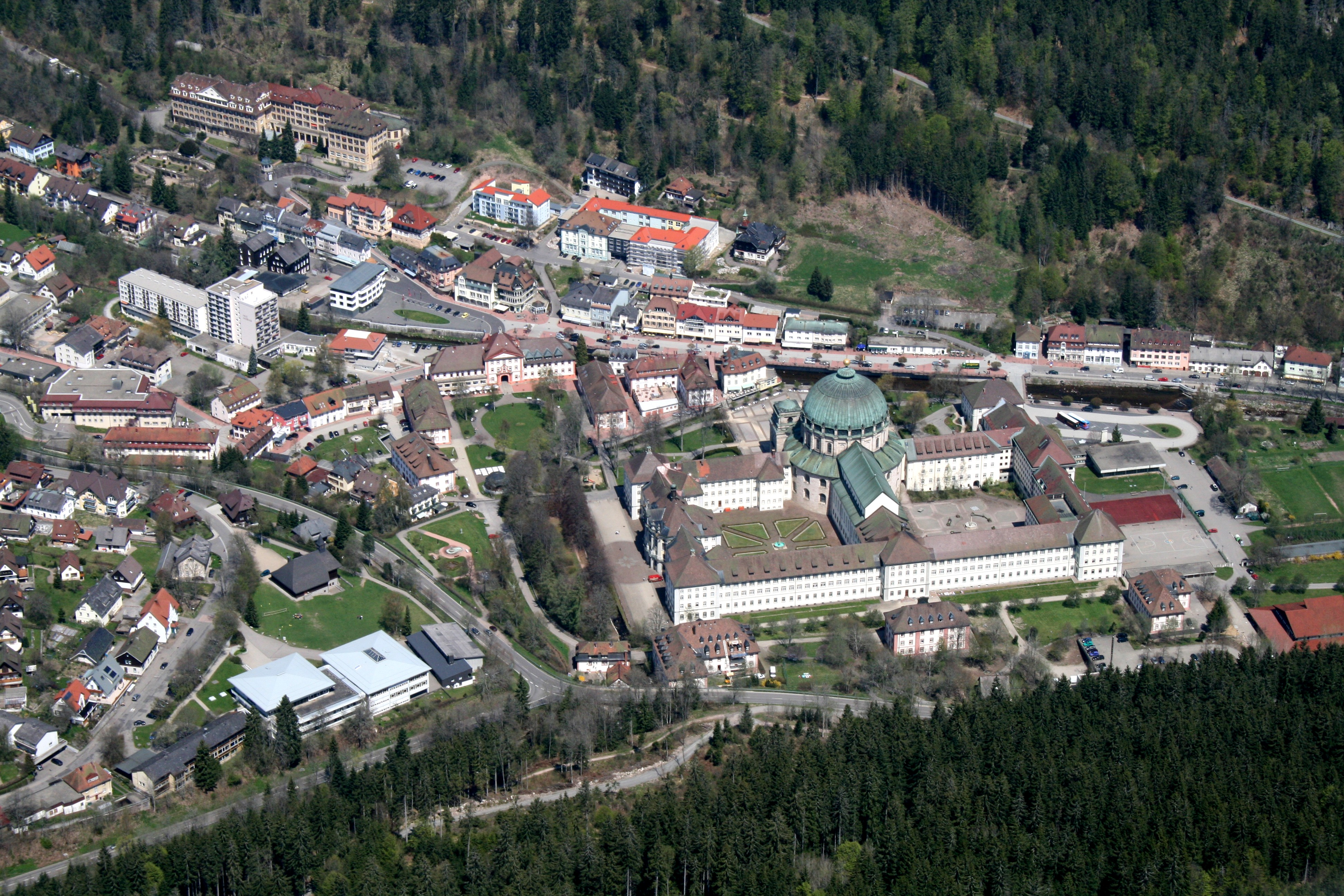
Vue aérienne

Le complexe abbatial fut reconstruit au XVIIIe siècle dans le style baroque. Après l'incendie de 1768, la nouvelle église fut refaite en style classique : l'imposante abbatiale, œuvre de Pierre-Michel d'Ixnard, est surmontée d'un dôme de 46 mètres de large et de 63 mètres de haut. L'abbaye, dirigée par le prince-abbé Martin Gerbert, était en plein épanouissement. Les moines dirigeaient de nombreuses écoles populaires et trois collèges à Constance, Blinggau et bien sûr à Saint-Blaise. Ils avaient charge de 20 000 âmes.
En 1808 l'abbaye fut sécularisée à la suite du recès d'Empire de 1803. Les moines se réfugièrent avec leur abbé, Bernhard Rottler, à l'abbaye Saint-Paul du Lavanttal (en Autriche), tandis que leurs domaines passaient à la couronne. Ils furent vendus et les bâtiments servirent de manufacture.
Les jésuites s'y installent en 1934 et créent le collège Saint-Blaise, célèbre dans toute l'Allemagne, avec ses 850 élèves.